# 앨런 파커
앨런 파커 경(Sir Alan William Parker, CBE, 1944년 2월 14일 ~ 2020년 7월 31일)은 잉글랜드의 영화 감독, 프로듀서 및 각본가이다.
청소년기 텔레비전 광고 프로듀서와 각본가로 활동하면서 경력을 시작하여 《페임》, 《에비타》 등의 뮤지컬 영화와 여러 드라마 영화의 감독과 각본을 맡았다.
2013년 BAFTA 평생공로상(BAFTA Academy Fellowship Award)을 받았다.

## 서훈
- 1995년 대영 제국 훈장 3등급(CBE) 수훈[1]
- 2002년 기사작위(Knight Bachelor) 서임[2]

## 작품 목록
- 작은 사랑의 멜로디(1971, writer only)
- Our Cissy(1974, short film)
- Footsteps(1974, short film)
- The Evacuees(TV, 1975) ※en:The Evacuees
- Bugsy Malone(1976) ※en:Bugsy Malone
- 미드나잇 익스프레스(1978)
- 페임(1980)
- Shoot the Moon(1982) ※en:Shoot the Moon
- 핑크 플로이드의 더 월(1982)
- 버디(1984)
- 엔젤 하트(1987)
- 미시시피 버닝(1988)
- 폭풍의 나날(1990)
- 커미트먼트(1991)
- 로드 투 웰빌(1994)
- 에비타(1996)
- 안젤라스 애쉬스(1999)
- 데이비드 게일(2003)